# 長崎 (シュニトケ)
『長崎』は、アルフレート・シュニトケが作曲したオラトリオ。長崎市への原子爆弾投下を題材とした作品である。

## 作曲の経緯
1958年、モスクワ音楽院卒業制作として作曲され、スヴィリドフに絶賛されるが、作曲家同盟からは評価を得られなかった。翌年、アリギス・ジュライティス指揮、モスクワ放送交響楽団とプチーツァ合唱団により放送初演されたものの、演奏会での実演は2006年まで行われなかった。その後、ケープ・フィルハーモニー管弦楽団のセルゲイ・ブルドゥコフが、ロンドンにある手稿スコアのコピーと、ロシアのモスクワ音楽院、モスクワ放送にあった管弦楽のパート譜をもとにして復元し、2006年11月23日、ケープタウンにおいてオウェイン・アーウェル・ヒューズ指揮の同楽団により演奏会での世界初演が行われた。2009年8月24日にはロンドンにてヴァレリー・ゲルギエフ指揮ロンドン交響楽団の演奏でイギリス初演が実施され、2009年11月28日、ゲンナジー・ロジェストヴェンスキー指揮読売日本交響楽団、新国立劇場合唱団、坂本朱のメゾソプラノにより日本初演が行われた。
テキストには、シュニトケの担当だったゴルベフの助言で、ソフローノフの詩に島崎藤村の『朝』と米田栄作の『川よ とわに美しく』をロシア語に直したものを使用した。全6楽章として構想されたが、作曲途中で2楽章が抜かれて5楽章になった。

## 構成
1. 長崎、悲しみの街（アナトーリィ・ソフローノフ『長崎』による）
2. 朝（島崎藤村『落梅集』「労働雑詠　其の一　朝」による）
3. 重苦しき日に（アナトーリィ・ソフローノフ『長崎』による）
4. 焼け跡で（米田栄作「荒廃に立ちて　その一」「川よ　とわに美しく　その一」による）
5. 平和の太陽（詩：ゲオールギィ・フェーレ）

## 楽器編成
大規模編成のオーケストラと合唱団、木管楽器４本ずつ、ホルン8をはじめとする多数の金管楽器、ハープ2、チェレスタ、ピアノ、オルガンによる。